# Hopefield
Hopefield is een dorp met 6500 inwoners, in de Zuid-Afrikaanse provincie West-Kaap. Hopefield behoort tot de gemeente Saldanhabaai dat onderdeel van het district Weskus is.

## Subplaatsen
Het nationaal instituut voor de statistiek, Stats SA, deelt sinds de census 2011 deze hoofdplaats in in 3 zogenaamde subplaatsen (sub place):
Hartebeesfontein SH • Hopefield SP • Oudekraalfontein.

## Zie ook

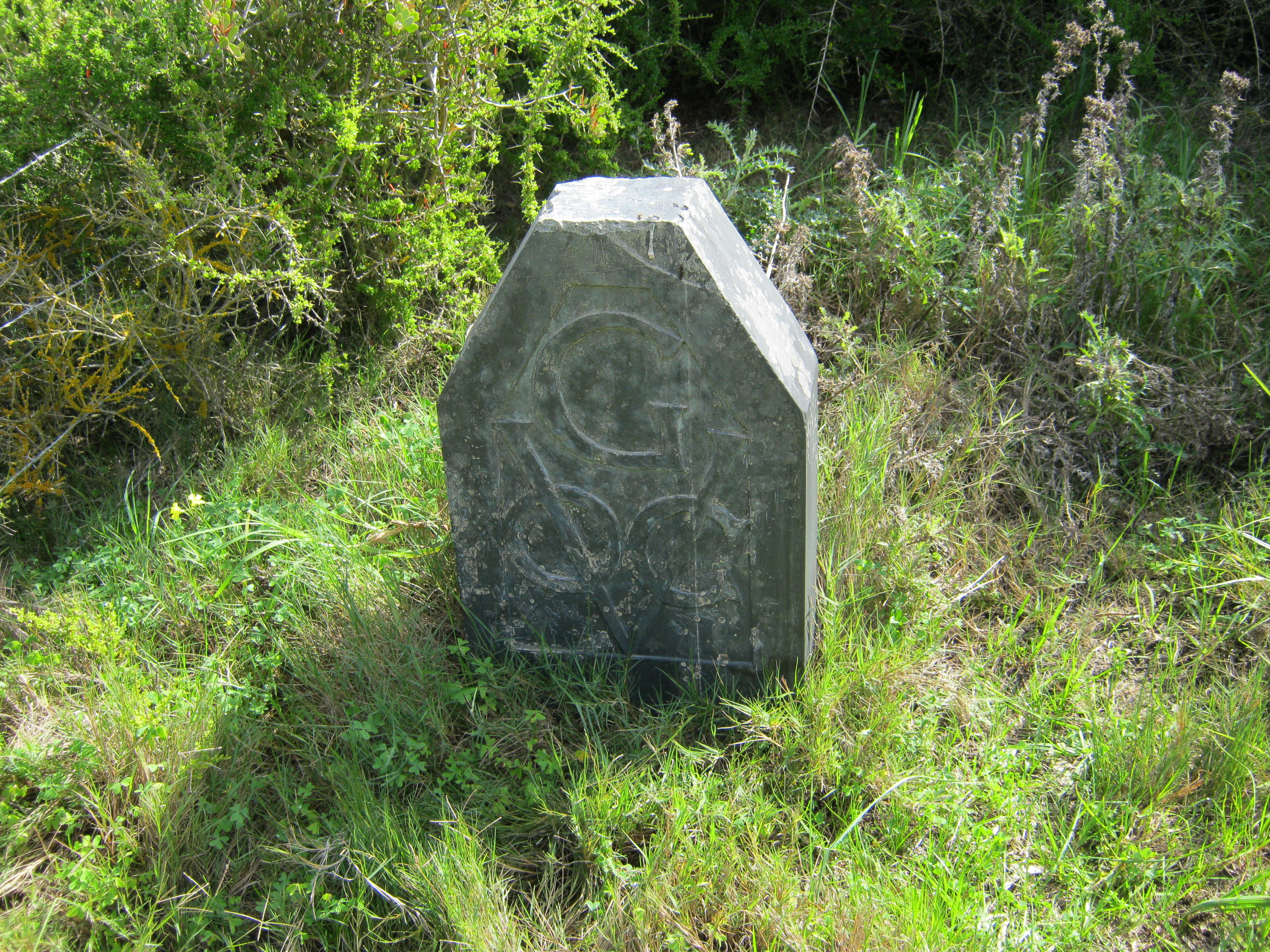
VOC baken